# Ana Paula Arósio
Ana Paula Arósio (São Paulo, 16 de julho de 1975) é uma produtora rural, atriz e modelo brasileira.
Tendo atuado em telenovelas, peças teatrais e filmes, é ganhadora de vários prêmios, incluindo três Troféus Imprensa (na categoria Revelação do Ano, como Hilda de Hilda Furacão, em 1998; na categoria Melhor Atriz, como a imigrante italiana Giulianade Terra Nostra, em 1999; e também como Melhor Atriz pela judia Camilli de Esperança, em 2002), um Prêmio APCA, um Prêmio Qualidade Brasil e um Prêmio Extra, além de ter recebido uma indicação ao Prêmio Guarani de Cinema.
É conhecida por seu trabalho na televisão e pelos comerciais da empresa Embratel, da qual foi garota-propaganda entre o final dos anos 1990 e início dos anos 2000.
Em 2010, abandonou a carreira de atriz e em 2015 se mudou para a Inglaterra, tendo feito esporadicamente alguns trabalhos para o cinema, mas se mantendo longe da vida pública e aparições para imprensa.

## Carreira
Ana Paula iniciou a carreira de modelo aos 12 anos, descoberta por uma publicitária em um supermercado, e tornou-se uma das mais bem-sucedidas modelos fotográficas do Brasil, sendo capa de cerca de 250 publicações no mundo todo. Depois de estampar várias capas de revistas e diversos comerciais de televisão, começou a carreira de atriz aos 16 anos, no filme ítalo-brasileiro Forever, do diretor Walter Hugo Khouri, com participação de Ben Gazzara.
Aos 19 anos fez uma participação em seis capítulos na novela Éramos Seis, em 1994, no SBT, onde interpretou a personagem Amanda. Ainda no SBT, atuou em seguida nas novelas Razão de Viver, de 1996, e Os Ossos do Barão, de 1997, onde interpretou sua primeira protagonista, Isabel.
Nesse período, atuou na peça Batom, de Walcyr Carrasco, em 1995, onde contracenou com Luis Gustavo e Fúlvio Stefanini, e em uma montagem de Fedra, produzida em 1997 e dirigida por Antônio Abujamra. Seu desempenho nesse trabalho chamou a atenção do diretor Wolf Maya, que a convidou para a minissérie Hilda Furacão, de 1998. Para o papel da prostituta que se apaixona por um jovem frade, o diretor queria uma atriz desconhecida do grande público. Ana ainda fazia parte do elenco de contratados pelo SBT, mas um acordo entre as duas emissoras permitiu que a atriz vivesse a personagem, cujas cenas foram gravadas em apenas três meses. Com a estreia bem sucedida na TV Globo, obteve um maior reconhecimento pelo seu trabalho, foi bastante elogiada e recebeu alguns prêmios, como o Melhores do Ano do programa de televisão Domingão do Faustão, na categoria Melhor Atriz Revelação.[carece de fontes?]. No mesmo ano, estrelou uma adaptação da peça Harmonia em Negro, dirigida por Del Rangel e baseada na obra de Aldo Nicolai, ao lado de Cássio Scapin.
Ana Paula também ficou conhecida como a garota-propaganda da empresa de telecomunicações Embratel, servindo como o "rosto" da empresa em diversos comerciais de televisão, nos quais dizia a frase "Faz um 21!".
Seu primeiro trabalho como atriz exclusiva da TV Globo aconteceu no ano seguinte, em Terra Nostra, de 1999. A novela retratava a chegada dos imigrantes italianos no Brasil e a sua influência na sociedade brasileira na virada do século XIX. Na trama, viveu Giuliana, par romântico de Matteo, personagem de Thiago Lacerda. Voltou ao teatro em 2000 em uma adaptação de O Diário Secreto de Adão e Eva, de Mark Twain, sendo mais uma vez dirigida por Antônio Abujamra e contracenando com Marcos Palmeira. 
Em 2001, protagonizou a minissérie Os Maias, na pele de Maria Eduarda Maia, que na trama acaba por envolver-se amorosamente com o próprio irmão, vivido pelo ator Fábio Assunção, sem saber do parentesco entre os dois.
Em 2002, trabalhou na novela Esperança, quando viveu a jovem - e sua primeira vilã - judia Camilli, cujo comportamento fugia aos padrões de sua religião e da sociedade paulista de 1930. Foi nesse ano que atuou na peça mais importante de sua carreira, Casa de Bonecas, em que, além de atuar, também foi a produtora.
Em 2004, encarnou a personagem histórica Yolanda Penteado na minissérie Um Só Coração, produzida em comemoração aos 450 anos de fundação da cidade de São Paulo. Também nesse ano, ganhou o prêmio de Melhor Atriz Coadjuvante/secundária pelo filme Celeste & Estrela, dirigido por Betse de Paula, no 3º Festival de Cinema de Varginha.

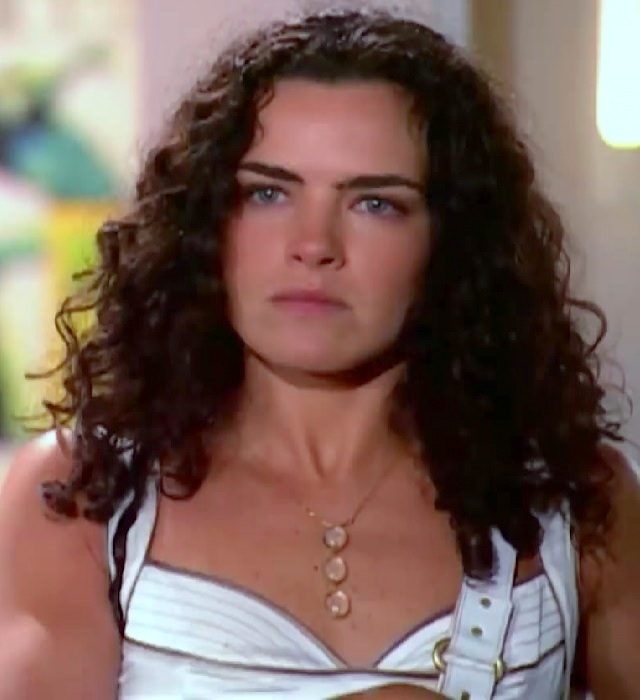
Arósio durante cena da novela Páginas da Vida (2006)

Em 2005, voltou a fazer par romântico com Fábio Assunção, em uma produção da Rede Globo, ao protagonizar a minissérie Mad Maria. Suas cenas foram gravadas no norte do Brasil e em Passa-Quatro, Minas Gerais, e mostravam a construção da Estrada de Ferro Madeira-Mamoré, em 1912. Nesse mesmo ano, foi dirigida por Guel Arraes no filme O Coronel e o Lobisomem.
Até 2006, sua única personagem contemporânea tinha sido na novela Razão de Viver, no SBT, onde interpretou a personagem Bruna. Após vários trabalhos de época, que caracterizaram sua carreira, em 2006 fez sua segunda personagem contemporânea (e primeira na TV Globo), na novela Páginas da Vida, como Olivia, uma das protagonistas da trama.
Em 2007, foi escolhida a nova garota-propaganda da marca Avon.
Em 2008 voltou às produções de época ao viver Laura, sua primeira "mãe de mocinha", na novela Ciranda de Pedra, uma nova adaptação da obra de Lygia Fagundes Telles (e não uma regravação da versão exibida em 1981).
Em 2010, filmou o longa-metragem Como Esquecer e participa da minissérie Na Forma da Lei como a promotora Ana Beatriz, contracenando com nomes como os de Luana Piovani e Márcio Garcia. Em outubro de 2010, cotada para protagonizar a telenovela Insensato Coração, Arósio, segundo a Rede Globo, faltou às gravações da trama e foi desligada da produção. Em 20 de dezembro do mesmo ano, a atriz pediu demissão da Rede Globo e rescindiu o contrato, o que veio a público em 12 de janeiro de 2011.
Desde então, não atuou em nenhum trabalho para televisão, mas protagonizou três filmes: Anita & Garibaldi que foi lançado em 2013, mas foi filmado em dois períodos 2005 e 2010, A Floresta Que Se Move de 2015, que marca a sua real volta a atuação, e Primavera em 2018.
Em 2014, foi convidada para protagonizar a telenovela Vitória da Rede Record, mas recusou o convite.
Após dez anos de afastamento da TV, em 2020, volta como estrela de um comercial do Banco Santander.Em 2025, em uma rara aparição na Rede Globo, participou de uma entrevista para o videocast O Futuro Já Começou, produzido pelo Fantástico.

## Vida pessoal
Filha da empresária Claudete Aparecida Arósio e do mecânico industrial Carlos Arósio, Ana Paula é bisneta de imigrantes italianos da Lombardia, sendo fluente não só em italiano, mas também em inglês. Em entrevistas, a atriz declarou que a convivência com Claudete durante a infância e a adolescência foi marcada por uma disciplina rígida, sobretudo em sua dieta alimentar, algo que foi confirmado por pessoas próximas de Ana Paula e resultou em um posterior afastamento da mesma em relação à mãe.
Em 1996, o então noivo da atriz, o empresário Luiz Carlos Leonardo Tjurs, cometeu suicídio com um tiro na boca, na frente dela, em um violento ataque de ciúmes, um mês antes do casamento do casal, fato este que abalou profundamente a vida de Ana Paula.
Após esse acontecimento, a atriz envolveu-se com vários homens famosos. Namorou os atores Marcos Palmeira e Tarcísio Filho; relacionou-se com o diretor Ricardo Waddington e com o cavaleiro Remo Tellini. Manteve um romance com o jogador de polo João Paulo Ganon, com o fotógrafo Pablo de Souza e também namorou o médico Fábio Henrique Rossi.
Em 2009 começou a namorar o arquiteto e cavaleiro Henrique Plombon Pinheiro. Casou-se com ele, em uma cerimônia discreta, em seu sítio, no município de Santa Rita do Passa Quatro, a 253 quilômetros de São Paulo, no dia 16 de julho de 2010, quando fez 35 anos de idade. Desde então, a atriz abandonou sua carreira e optou em viver reclusa no sítio. Se dedica à criação de cavalos.
Em 2015 se mudou com o marido para a zona rural de Swindon, Inglaterra, onde reside desde então.

## Filmografia

### Televisão
| Ano  | Título            | Personagem                     | Notas                                       |
| ---- | ----------------- | ------------------------------ | ------------------------------------------- |
| 1994 | Éramos Seis       | Amanda                         |                                             |
| 1996 | Razão de Viver    | Bruna Sampaio                  |                                             |
| 1997 | Os Ossos do Barão | Isabel Camargo Pompeo e Taques |                                             |
| 1998 | Hilda Furacão     | Hilda Gualtieri Müller         |                                             |
| 1998 | Mulher            | Maria                          | Episódio: "Menino ou Menina"                |
| 1998 | Teleteatro        | Várias personagens             | [ 49 ] [ 50 ]                               |
| 1999 | Você Decide       | Madalena                       | Episódio: "Amor ou Justiça?"                |
| 1999 | Terra Nostra      | Giuliana Splendore             |                                             |
| 2001 | Os Maias          | Maria Eduarda                  |                                             |
| 2001 | Brava Gente       | Madalena                       | Episódio: "A Quenga e o Delegado"           |
| 2001 | Os Normais        | Carmem                         | Episódio: "De Volta ao Normal"              |
| 2002 | Esperança         | Camilli Schneider              |                                             |
| 2003 | Celebridade       | Alice                          | Participação especial nos últimos capítulos |
| 2004 | Um Só Coração     | Yolanda Penteado               |                                             |
| 2005 | Mad Maria         | Consuelo Gibraltar             |                                             |
| 2006 | Páginas da Vida   | Olívia Martins de Andrade      |                                             |
| 2008 | Ciranda de Pedra  | Laura Toledo Silva Prado       |                                             |
| 2010 | Na Forma da Lei   | Ana Beatriz Tavares de Macedo  | [ 51 ]                                      |

### Cinema
| Ano  | Filme                        | Personagem      | Notas                |
| ---- | ---------------------------- | --------------- | -------------------- |
| 1991 | Forever                      | Berenice        | [ 52 ]               |
| 1999 | Os Cristais Debaixo do Trono | Gilda           | [ 53 ] [ 54 ] [ 55 ] |
| 2005 | O Coronel e o Lobisomem      | Esmeraldina     | [ 24 ]               |
| 2005 | Celeste & Estrela            | Salete          | [ 23 ]               |
| 2010 | Como Esquecer                | Júlia           | [ 28 ]               |
| 2013 | Anita & Garibaldi            | Anita Garibaldi | Filmado em 2005      |
| 2015 | A Floresta que se Move       | Clara           | [ 10 ]               |
| 2022 | Primavera                    | Rosa            | Filmado em 2005      |

## Teatro
| Ano  | Peça                         | Personagem       | Ref.          |
| ---- | ---------------------------- | ---------------- | ------------- |
| 1995 | Batom                        | Claudia          | [ 14 ]        |
| 1997 | Fedra                        | Hipólito         | [ 15 ]        |
| 1999 | Harmonia em Negro            | Três personagens | [ 56 ] [ 57 ] |
| 2000 | Diário Secreto de Adão e Eva | Eva              | [ 58 ]        |
| 2002 | Casa de Bonecas              | Nora             | [ 21 ]        |

## Prêmios e indicações
| Ano  | Associações                                | Categoria                               | Nomeações               | Resultado | Ref                 |
| ---- | ------------------------------------------ | --------------------------------------- | ----------------------- | --------- | ------------------- |
| 1998 | Melhores do Ano                            | Melhor Atriz Revelação                  | Hilda Furacão           | Venceu    | [carece de fontes?] |
| 1998 | Prêmio Extra de Televisão                  | Melhor Revelação                        | Hilda Furacão           | Venceu    | [ 59 ]              |
| 1998 | Prêmio Melhores da Revista da TV - O Globo | Melhor Revelação Feminina               | Hilda Furacão           | Venceu    | [ 60 ]              |
| 1999 | Troféu Imprensa                            | Revelação do Ano                        | Hilda Furacão           | Venceu    | [carece de fontes?] |
| 2000 | Troféu Imprensa                            | Melhor Atriz                            | Terra Nostra            | Venceu    | [ 61 ]              |
| 2002 | Prêmio Qualidade Brasil - SP               | Melhor Atriz Teatral Drama              | Casa de Bonecas         | Indicada  |                     |
| 2002 | Capricho Awards                            | Melhor Atriz Nacional                   | Esperança               | Indicada  |                     |
| 2003 | Prêmio Contigo! de TV                      | Melhor Atriz                            | Esperança               | Indicada  | [ 64 ]              |
| 2003 | Prêmio Contigo! de TV                      | Melhor Vilã                             | Esperança               | Indicada  | [ 65 ]              |
| 2003 | Troféu Imprensa                            | Melhor Atriz                            | Esperança               | Venceu    | [ 66 ]              |
| 2003 | Troféu Internet                            | Melhor Atriz                            | Esperança               | Venceu    |                     |
| 2004 | Festival de Cinema de Varginha             | Melhor Atriz Coadjuvante                | Celeste & Estrela       | Venceu    | [ 67 ]              |
| 2005 | Prêmio Qualidade Brasil - RJ               | Melhor Atriz de Televisão               | Mad Maria               | Indicada  |                     |
| 2005 | Prêmio Qualidade Brasil - SP               | Melhor Atriz de Televisão               | Mad Maria               | Indicada  |                     |
| 2005 | Prêmio Qualidade Brasil - SP               | Melhor Atriz Coadjuvante em Cinema      | O Coronel e o Lobisomem | Venceu    |                     |
| 2006 | Prêmio Contigo! de Cinema Nacional         | Melhor Atriz Coadjuvante (voto do júri) | O Coronel e o Lobisomem | Indicado  | [ 68 ]              |
| 2006 | Prêmio Contigo! de Cinema Nacional         | Melhor Atriz Coadjuvante (voto público) | O Coronel e o Lobisomem | Venceu    | [ 68 ]              |
| 2007 | Prêmio Contigo! de TV                      | Melhor Atriz                            | Páginas da Vida         | Indicada  | [ 69 ]              |
| 2008 | Prêmio Qualidade Brasil                    | Melhor Atriz                            | Ciranda de Pedra        | Indicada  |                     |
| 2008 | Prêmio Extra de Televisão                  | Melhor Atriz                            | Ciranda de Pedra        | Indicada  | [ 70 ]              |
| 2009 | Troféu Internet                            | Melhor Atriz                            | Ciranda de Pedra        | Indicada  |                     |
| 2010 | Prêmio Qualidade Brasil                    | Melhor Atriz de Minissérie              | Na Forma da Lei         | Indicada  | [ 71 ]              |
| 2010 | Prêmio APCA                                | Melhor Atriz em Cinema                  | Como Esquecer           | Venceu    | [ 72 ]              |
| 2010 | Festival de Cinema e TV de Natal           | Melhor Atriz                            | Como Esquecer           | Venceu    | [ 73 ]              |
| 2011 | Prêmio Contigo! de Cinema Nacional         | Melhor Atriz (voto do júri)             | Como Esquecer           | Indicada  | [ 74 ]              |
| 2011 | Prêmio Contigo! de Cinema Nacional         | Melhor Atriz (voto público)             | Como Esquecer           | Indicada  | [ 74 ]              |
| 2011 | Prêmio Guarani de Cinema Brasileiro        | Melhor Atriz                            | Como Esquecer           | Indicada  | [ 75 ]              |
| 2015 | Prêmio Quem                                | Melhor Atriz de Cinema                  | A Floresta Que Se Move  | Indicada  |                     |
| 2023 | Festival Sesc Melhores Filmes              | Melhor Atriz Nacional                   | Primavera               | Indicada  |                     |